# Bitter & Twisted
Bitter & Twisted  är ett ljust öl med kraftig humleprofil som innehåller både den aromatiska Hallertau Hersbrucker och den kryddiga Challenger. Det är aromhumlat med Styrian Goldings som ger en citronartad ton. Ölet bryggs av Harviestouns i Alva i Skottland.
Bitter & Twisted har vunnit ett flertal utmärkelser sedan slutet av 1990-talet. Den blev under 2003 års stora brittiska ölmässa utsett till Storbritanniens bästa öl alla kategorier. Bland de senare utmärkelserna ingår en guldmedalj vid 2006 års International Beer Competition.